# Збірна Белізу з футболу
Збі́рна Белі́зу з футбо́лу — національна футбольна команда, що представляє Беліз на міжнародних футбольних матчах та входить до КОНКАКАФ.
Станом на 26 березня 2021 року посідає 170 місце в рейтингу ФІФА та 23 місце (з 35) в рейтингу КОНКАКАФ.

## Відсторонення збірної
15 червня 2011 року збірна Белізу стартувала у відборі до Чемпіонату світу 2014 року у Бразилії виїзним матчем проти збірної Монтсеррату, який виграла з рахунком 2:5. За тиждень до цього в Федерацію футболу Белізу (ФФБ) надійшов лист від Міністерства спорту, в якому йшлося про те, що ФФБ "не уповноважена представляти країну на будь-яких місцевих чи міжнародних змаганнях або на будь-якому іншому форумі з футболу від імені уряду, народу та нації Белізу", оскільки вона "не виконала вимог щодо реєстрації в Раді як Національному органі з питань футболу в Белізі".
Через два дні після отримання листа ФІФА проінформувавала федерацію про те, що згідно з Статутом ФІФА, втручання уряду у справи футбольних федерацій-членів ФІФА неприпустиме. ФІФА вимагала вирішити конфлікт до 30 червня, інакше справа буде направлена до Комітету з надзвичайних ситуацій. У відповідь на це 16 червня уряд Белізу заявив, що не гарантує безпеку для збірної Монтсеррату та чиновників ФІФА, які будуть присутні на матчі-відповіді, який мав пройти 19 червня вже у Белізі. ФІФА не стала тягнути з відповіддю. Вже на наступний день після скандальної заяви з боку місцевого уряду був зібраний Комітет з надзвичайних ситуацій, на якому було вирішено відкласти проведення матчу-відповіді на невизначений термін, втім, не пізніше ніж до 10 липня.
7 липня 2011 року Комітет з надзвичайних ситуацій ухвалив рішення тимчасово скасувати до 15 серпня відсторонення ФФБ від міжнародних змагань після "деяких позитивних зрушень у справі", як було сказано в повідомленні від ФФБ до ФІФА. Також було вирішено зіграти матч-відповідь не в Белізі для уникнення ризику того, що влада Белізу не захоче гарантувати безпечне проведення матчу. На засіданні комітету було визначено нову дату його проведення ― 17 липня. Не дивлячись на це, ФІФА заявила, що відсторонення буде автоматично подовжене, якщо до 15 серпня ФФБ не врегулює свої відносини з урядом країни.
У підсумку всі сторони конфлікту дійшли згоди і збірна була допущена до кваліфікації на мундіаль.

## Чемпіонат світу
- 1930–1986 — не брала участі
- 1994 — не брала участі
- 1998–2022 — не пройшла кваліфікацію

## Золотий кубок КОНКАКАФ
- 1991–1993 — не брала участі
- 1996–2002 — не пройшла кваліфікацію
- 2003 — не брала участі
- 2005–2011 — не пройшла кваліфікацію
- 2013 — 12 місце (груповий етап)
- 2015–2025 — не пройшла кваліфікацію

## Центральноамериканський кубок
- 1991 — не брала участі
- 1993 — не брала участі
- 1995 — груповий етап
- 1997 — не пройшла кваліфікацію
- 1999 — груповий етап
- 2001 — груповий етап
- 2003 — не брала участі
- 2005–2011 — груповий етап
- 2013 — 4 місце
- 2014–2017 — груповий етап